# Raihana
Raihana bint Zaid ibn Amr, ريحانة بنت زيد بن عمرو / Raiḥāna bint Zaid b. ʿAmr, († 631 (im Jahr 10, nach der islamischen Zeitrechnung)) war Sklavin und – nach manchen Quellen – später eine Ehefrau Mohammeds.

## Mohammeds Sieg über die Banu Quraiza
Raihana gehörte dem Stamm der Banū n-Nadīr an und war bis ins Jahr 627 mit al-Hakam vom jüdischen Stamm der Banu Quraiza verheiratet. In diesem Jahr griffen die Banu Quraisch und ihre Verbündeten Medina an und wurden von Mohammed in der Grabenschlacht zurückgeschlagen. Die Banu Quraiza beteiligten sich zwar nicht an den Kämpfen, wurden jedoch – laut dem Prophetenbiographen Ibn Ishāq – vertragsbrüchig, da sie den „Gottesfeind“ Huyayy ibn Achtab, vom jüdischen Stamme Banu Nadir, aufnehmen wollten.
Mohammed griff die Banu Quraiza nach dem Grabenkrieg „auf Geheiß des Erzengels Gabriel“ an und konnte sie nach 25-tägiger Belagerung zur Aufgabe bewegen. Als die Angreifer aus Medina die Banu Quraiza in ihrer Gewalt hatten, brachten sie alle Männer (darunter auch Raihanas Ehemann und Vater) um. Die Kinder und Frauen, unter ihnen auch Raihana, wurden als Beute genommen und versklavt.

## Die Gefangennahme
Ibn Ishaq berichtet (S. 181): „Eine der gefangenen Frauen, Raihana bint Amr, behielt der Prophet für sich selbst (Anmerkung: die anderen Frauen von seinem Beuteanteil verkaufte er). Sie blieb in seinem Besitz, bis sie starb. Als er ihr vorschlug, sie zu heiraten und sie aufforderte, den Schleier zu tragen, bat sie ihn, er möge sie lieber als Sklavin in seinem Besitz behalten, da dies für beide einfacher sei. Bei ihrer Gefangennahme zeigte sie ihre Abneigung gegenüber dem Islam und hielt am Judentum fest“.
In der islamischen Geschichtsschreibung wird die Frage, ob Mohammed Raihana geheiratet und ob sie den Islam angenommen hat, kontrovers beantwortet. Diese Berichte hat Ibn Sa'd in seinem „Klassenbuch“ nach seinem Lehrer al-Waqidi zusammengestellt. Diesen Überlieferungen zufolge blieb Raihana bis zu ihrem Tode entweder eine nicht freigelassene Konkubine Mohammeds, oder er ließ sie frei und heiratete sie. Einem weiteren Bericht zufolge soll Mohammed sie verstoßen haben.